# 한국여자프로농구 2015-16
2015-2016 KDB생명 여자프로농구는 대한민국 프로농구의 15-16시즌이며 25번째 한국여자프로농구 시즌이다. 2015년 10월 31일에 개막했으며 2016년 3월 20일까지 진행되었다.

## 변경된 점
- FIBA 현행 규칙에 따라 '테크니컬 파울'에 대한 벌칙이 기존 '자유투 2개+볼 소유권'에서 '자유투 1개+볼 소유권'으로 변경됐다. 기존 '24초 룰'(공격 팀이 상대 팀 림에 공을 맞힌 후 다시 볼 소유권을 획득했을 때)은 '24초'에서 '14초 리셋'으로 짧아졌다. 작전타임은 후반전 3회의 작전타임이 가능하나, 경기 종료 2분 이내에는 2회의 작전타임 요청만 가능하다.[1]
- 모든 경기를 오후 7시에 열었던 지난 시즌과는 달리 주말·공휴일 경기 시작을 오후 2시로 앞당겼다.[2]
- 하나외환은 부천 KEB하나은행으로, 삼성 블루밍스는 용인 삼성생명 블루밍스로 팀명을 바꿨다.[2]

## 선수 변화
- 8월 1일, 신한은행 서수빈 KEB하나은행으로 이적
- 8월 17일, 삼성생명 황승미 KEB하나은행으로 이적

## 정규리그
정규리그는 2015년 10월 31일에 개막되어 2016년 3월 6일까지 진행되었다. 춘천 우리은행 한새가 4년 연속 정규리그 정상에 올랐다.
| 순위 | 팀                     | 경기 | 승 | 패 | 승차 | 참가 자격 및 강등  |
| ---- | ---------------------- | ---- | -- | -- | ---- | ------------------ |
| 1    | 춘천 우리은행 한새     | 35   | 28 | 7  | —    | 챔피언 결정전 진출 |
| 2    | 부천 KEB하나은행       | 35   | 20 | 15 | 8    | 플레이오프 진출    |
| 3    | 청주 KB 스타즈         | 35   | 19 | 16 | 9    | 플레이오프 진출    |
| 4    | 용인 삼성생명 블루밍스 | 35   | 18 | 17 | 10   |                    |
| 5    | 인천 신한은행 에스버드 | 35   | 13 | 22 | 15   |                    |
| 6    | 부산 BNK 썸            | 35   | 7  | 28 | 21   |                    |

1 2015-2016 시즌 당시 정규 시즌 준우승을 차지한 팀은 부천 KEB하나은행이었다. 하지만 당시 부천 KEB하나은행 소속으로 뛰던 미국 출신의 농구 선수인 첼시 리(Chelsey Lee)가 자신의 혈통을 한국계로 속인 사실이 드러났다. 한국여자농구연맹은 첼시 리의 기록을 삭제하고 영구 제명했으며 부천 KEB하나은행의 2015-2016 시즌 기록을 무효 처리했다. 또한 부천 KEB하나은행에 포스트시즌 준우승 상금 4,500만 원을 환수하라는 징계 조치를 내렸고, 드래프트 순위에서 최하위 지명권을 부여했다.

## 포스트시즌
플레이오프는 3월 10일에 개막하여 3월 13일까지 진행되었고, 챔피언 결정전은 3월 16일에 개막하여 3월 20일까지 진행되었다.

### 대진표
|  | 플레이오프 3전 2선승제 | 플레이오프 3전 2선승제 | 플레이오프 3전 2선승제 |  |  | 챔피언 결정전 5전 3선승제 | 챔피언 결정전 5전 3선승제 | 챔피언 결정전 5전 3선승제 |  |
|  |                        |                        |                        |  |  |                           |                           |                           |  |
|  | 2                      | 부천 KEB하나은행       | 2                      |  |  |                           |                           |                           |  |
|  | 3                      | 청주 KB스타즈          | 1                      |  |  | 1                         | 춘천 우리은행 한세        | 3                         |  |
|  |                        |                        |                        |  |  | 2                         | 부천 KEB하나은행          | 0                         |  |

### 플레이오프
| 2016년 3월 10일 19:00 |

|  |

| 부천 KEB하나은행 69, 청주 KB스타즈 72   |
| 쿼터 별 점수: 17-22, 23-12, 6-20, 23-18 |
| 1-0 KB스타즈 우위                       |

| 2017년 3월 12일 17:00 |

|  |

| 청주 KB 스타즈 59, 부천 KEB하나은행 74   |
| 쿼터 별 점수: 11-19, 14-14, 19-23, 18-22 |
| 1-1 동률                                 |

| 2017년 3월 13일 17:00 |

|  |

| 부천 KEB하나은행 66, 청주 KB스타즈 65    |
| 쿼터 별 점수: 14-14, 22-16, 12-22, 18-13 |
| 2-1 하나원큐 시리즈 승리                 |

### 챔피언 결정전
| 2017년 3월 16일 19:00 |

|  |

| 춘천 우리은행 한세 66, 부천 KEB하나은행 51 |
| 쿼터 별 점수: 13-9, 23-9, 19-16, 11-17     |
| 1-0 우리은행 우위                          |

| 2017년 3월 17일 19:00 |

|  |

| 춘천 우리은행 한세 71, 부천 KEB하나은행 67 |
| 쿼터 별 점수: 16-22, 22-8, 12-8, 10-11     |
| 2-0 우리은행 우위                          |

| 2017년 3월 20일 17:00 |

|  |

| 부천 KEB하나은행 51, 아산 우리은행 위비 69                              |
| 쿼터 별 점수: 9-17, 9-20, 19-16, 14-16                                  |
| 3-0 우리은행 시리즈 승리 챔피언 결정전 MVP: 박혜진 (아산 우리은행 위비) |

## 수상

### 정규리그 시상
정규리그 시상식은 플레이오프 미디이데이와 같은 날 개최되며, 국내 선수를 대상으로 하는 통계에 의한 부문과 기자단 투표에 의한 투표에 의한 부문으로 나뉘어 시상이 진행된다.

#### 통계에 의한 부문
| 부문                | 선수    | 팀                  | 기록   |
| ------------------- | ------- | ------------------- | ------ |
| 득점상              | 첼시 리 | (부천 KEB하나은행)  | -      |
| 3점 득점상          | 강아정  | 춘천 우리은행 한새  | 72개   |
| 3점 야투상          | 임영희  | 춘천 우리은행 한새  | 37.5%  |
| 2점 야투상          | 첼시 리 | (부천 KEB하나은행)  | -      |
| 자유투상            | 이경은  | 구리 KDB생명 위너스 | 85.9%  |
| 리바운드상          | 첼시 리 | (부천 KEB하나은행)  | -      |
| 어시스트상          | 변연하  | 청주 KB 스타즈      | 5.37개 |
| 스틸상              | 강아정  | 청주 KB 스타즈      | 1.83개 |
| 블록상              | 양지희  | 춘천 우리은행 한새  | 1.37개 |
| 윤덕주상 최고공헌도 | 첼시 리 | (부천 KEB하나은행)  | -      |

#### 투표에 의한 부문
| 상             | 수상자                          |
| -------------- | ------------------------------- |
| 최우수선수상   | 양지희 (춘천 우리은행 한새)     |
| 외국인선수상   | 쉐키나 (춘천 우리은행 한새)     |
| 신인선수상     | 첼시 리 (부천 KEB하나은행)      |
| 우수수비선수상 | 스톡스 (아산 우리은행 위비)     |
| 식스우먼상     | 곽주영 (인천 신한은행 에스버드) |
| 모범선수상     | 한채진 (구리 KDB생명 위너스)    |
| 지도상         | 위성우 (아산 우리은행 위비)     |
| 기량발전상     | 윤미지 (인천 신한은행 에스버드) |
| 최우수 심판상  | 문석진                          |

WKBL 베스트 5:
- G 박혜진, 춘천 우리은행 한새
- G 이경은, 구리 KDB생명 위너스
- F 임영희, 춘천 우리은행 한새
- F 쉐키나, 춘천 우리은행 한새
- C 첼시 리, 부천 KEB하나은행

### 라운드별 MVP, MIP
라운드별 MVP와 MIP는 기자단 투표에 의해 시상이 진행된다.
| 라운드  | MVP                         | MIP                             |
| ------- | --------------------------- | ------------------------------- |
| 1라운드 | 첼시 리 (부천 KEB하나은행)  | 강이슬 (부천 KEB하나은행)       |
| 2라운드 | 박혜진 (춘천 우리은행 한새) | 서수빈 (부천 KEB하나은행)       |
| 3라운드 | 임영희 (춘천 우리은행 한새) | 구슬 (구리 KDB생명 위너스)      |
| 4라운드 | 휴스턴 (부천 KEB하나은행)   | 김단비 (춘천 우리은행 한새)     |
| 5라운드 | 쉐키나 (춘천 우리은행 한새) | 윤미지 (안산 신한은행 에스버드) |
| 6라운드 | 변연하 (청주 KB 스타즈)     | 김진영 (청주 KB 스타즈)         |
| 7라운드 | 햄비 (청주 KB 스타즈)       | 염윤아 (부천 KEB하나은행)       |